# José Acosta Cubero
José Acosta Cubero (n. Cercedilla; 24 de mayo de 1947- Collado Villalba, 18 de julio de 2025) era un político socialista español. 

## Biografía
Histórico dirigente de la Federación Socialista Madrileña (FSM), hoy Partido Socialista de Madrid (PSM),. Junto a Joaquín Leguina ha sido uno de los dirigentes de mayor influencia en la política socialista madrileña. Fue Secretario de Organización y Presidente de la Federación Socialista Madrileña, en los momentos donde el PSOE prácticamente no tenía apenas implantación en Madrid, en la transición democrática.
Acosta fue presidente de la Federación Socialista Madrileña, así como diputado socialista por Madrid desde 1979 hasta 2008.
Lideró la denominada corriente 'acostista', cercana al 'guerrismo', en la Federación Socialista Madrileña frente a los 'renovadores' encabezados por Joaquín Leguina.
Formó parte de la Comisión de Control de Caja Madrid, nombrado a propuesta del PSOE, por lo que se vio implicado en el escándalo de las tarjetas black; fue expulsado del PSOE y finalmente condenado a un año de prisión en febrero de 2017 por apropiación indebida a consecuencia de los gastos realizados con dicha tarjeta.
Nacido en Cercedilla (Madrid) en 1947, cursó estudios de Magisterio y Derecho, trabajó en el Banco Rural y Mediterráneo y en el Banco Exterior de España en Madrid hasta 1978 que lo dejó para dedicarse a la política.
Perteneció a la organización socialista clandestina de Madrid desde 1973, año en el que se afilió al PSOE.
Dentro de la Federación Madrileña ocupó diferentes cargos hasta que en 1981 fue elegido presidente en el III Congreso regional. Fue candidato socialista por Madrid en las generales de 1977, pero no obtuvo el escaño.
Resultó elegido por primera vez diputado en las elecciones legislativas del 1 de marzo de 1979 y fue reelegido en las convocatorias de 1983, 1986, 1989, 1993 y 1996.
En febrero de 1983, dimitió del cargo de presidente de la FSM por desavenencias con Alejandro Cercas -próximo a Alfonso Guerra- en la confección las listas para las elecciones autonómicas de Madrid, pero a los pocos días volvió a ocupar el puesto.
Fue presidente de la FSM en los congresos de 1985, 1988 y 1991. Esta última reelección se produjo en medio de una fuerte crisis abierta a raíz del enfrentamiento entre los 'acostistas' (luego 'guerristas') y los seguidores de Joaquín Leguina -luego 'renovadores'- respecto al modelo de partido a seguir.
Pese a que temporalmente se zanjó la disputa, ésta se reabrió en diferentes ocasiones a lo largo de los años siguientes.
El acuerdo entre 'guerristas' y 'renovadores' en el VII Congreso, de mayo de 1994, permitió el reparto de los puestos de la nueva dirección, en la que Acosta fue nuevamente elegido presidente y el renovador Jaime Lissavetzky, secretario general.
No hubo acuerdo en el VIII Congreso y Acosta salió de la presidencia por el mayor número de votos de los renovadores, siendo sustituido por Cristina Alberdi, en octubre de 1997.
En el ámbito federal fue miembro de la ejecutiva socialista desde 1988 y salió de la misma en 1994, regresando al Comité Federal tras el XXXV Congreso, de julio 2000.
Volvió a ser elegido diputado por Madrid en las generales de marzo del 2000. En esa legislatura fue vocal de la Comisión de Control Parlamentario de RTVE y vicepresidente segundo de la Comisión para las Relaciones con el Tribunal de Cuentas.
El 28 de octubre anunció su candidatura a la secretaría general de la FSM de cara al IX Congreso de la FSM, en noviembre siguiente.
Acosta se convirtió en el cuarto aspirante a este cargo, tras el diputado regional Antonio Miguel Carmona, el vicerrector de Investigación de la UNED, José Antonio Díaz, y el profesor de Filosofía del Derecho de la Complutense, Jesús González Amuchástegui.
A mediados de noviembre de aquel año anunció que retiraba su candidatura en favor del concejal madrileño Rafael Simancas, adscrito también al sector 'guerrista'.
Ha sido ininterrumpidamente diputado del PSOE por Madrid desde 1979 ostentando en el Congreso de los Diputados los siguientes cargos:
- Vocal Comisión de Asuntos Exteriores desde el 05/05/2004 al 15/01/2008
- Vocal Comisión de Presupuestos desde el 13/05/2004 al 15/01/2008
- Vicepresidente Segundo Comisión de Control Parlamentario de RTVE desde el 06/05/2004 al 06/03/2007
- Vocal Comisión Mixta para las Relaciones con el Tribunal de Cuentas desde el 27/05/2004 al 15/01/2008
- Vicepresidente Segundo Comisión Mixta de control parlamentario de la Corporación RTVE y sus sociedades. desde el 06/03/2007 al 15/01/2008

Falleció en Collado Villalba el 18 de julio de 2025.